# Jan Rakowski (zm. ok. 1659)
Jan Rakowski herbu Trzywdar (zm. ok. 1659 w Brodnicy) – ksiądz katolicki, prepozyt kapituły chełmińskiej, kanonik kamieniecki i chełmiński, proboszcz w Kolnie, dziekan łążyński, sekretarz królewski, od 1652 biskup pomocniczy chełmiński.

## Życiorys
Był synem Jana Rakowskiego, podkomorzego wiskiego herbu Trzywdar. W 1647 był kanonikiem kamienieckim, proboszczem w Kolnie i sekretarzem królewskim. Był też dziekanem kapituły chełmińskiej. W 1650 wybrany przez kapitułę biskupem pomocniczym chełmińskim. Prekonizowany 1 lipca 1652 jako biskup pomocniczy chełmiński i biskup tytularny Orthosias w Carii. Nie jest znana data sakry biskupiej, ale jeszcze w 1652 był posłem z ramienia króla na sejm generalny pruski. Nie jest znana dokładna data śmierci, ale wiadomo, że żył jeszcze w 1659. Pochowany w kaplicy Działyńskich przy farze w Brodnicy. Kaplica ta w późniejszym czasie uległa zniszczeniu.